# RS 14 Stavanger
Le RS 14 Stavanger est un canot de sauvetage de la Norsk Selskab til Skibbrudnes Redning (RS) qui a été conçu et construit par l'architecte naval norvégien Colin Archer en 1901, comme le 14e de la série de 36 des canots de sauvetage uniquement avec des voiles comme moyen de propulsion. "Stavanger" est construit selon la version de canot de sauvetage Archer dessin n°2 appelé le type "Svolvær" d'après RS 12 Svolvær qui était le premier de cette série. "Stavanger" a reçu de nombreuses améliorations par rapport aux bateaux précédents, notamment avec une plus grande quille en fer de 3,5 tonnes, un cockpit auto-videur et un nouveau design intérieur. Cette solution de design d'intérieur a été poursuivie sur tous les patins ultérieurs et certains des plus anciens reconstruits.
"Stavanger" a servi la société norvégienne de sauvetage pendant 37 ans, jusqu'en 1938, tout le temps uniquement avec des voiles et l'un des derniers en service sans moteur. À l'hiver 1938/39, c'était un navire de rechange et en 1939, il a été mis en vente.
En 2018, RS 14 «Stavanger» est devenu le motif de première page du billet de 500 couronnes dans la nouvelle série de billets introduite à partir de 2017.

## Bateau de sauvetage
"Stavanger" était stationné à Titran sur Frøya dans le nord-ouest de la Norvège, près de Kristiansund, après la mort de 140 pêcheurs en une journée dans une terrible tempête qui a été appelée l' accident de Titran . La tragédie s'est produite dans la nuit du 14 octobre 1899 à la suite d'une tempête qui a surpris les pêcheurs alors qu'ils étaient sur le banc de pêche.
En 1928, "Stavanger" a obtenu un récepteur radio comme l'un des premiers bateaux. Il a fallu dix ans avant que la radio ne devienne courante dans des milliers de foyers. Il pouvait alors recevoir des avertissements météorologiques et hisser des signaux de tempête pour avertir les pêcheurs du port afin qu'ils ne sortent pas à l'approche des tempêtes ou des tempêtes.
"Stavanger" avait également une station dans les autres villages de pêcheurs de la région jusqu'au phare d'Halten et Stokksund.
Au total, «Stavanger» aura assisté 3.010 bateaux et navires, dont beaucoup de naufrage total. 53 hommes ont été répertoriés comme sauvés d'une mort certaine, mais beaucoup d'autres sont morts s'ils n'avaient pas reçu d'aide à un stade précoce.

## Bateau de plaisance
En 1939, "Stavanger" a été acheté par le dentiste Julius Nielsen à Oslo pour la navigation au long cours. Il était déjà un marin expérimenté avec des voyages à travers la mer du Nord, mais voulait faire des voyages plus longs. En 1949, lui et sa nouvelle petite amie Lillerut Bryn Hemsen ont navigué vers les Caraïbes où il fut l'un des premiers bateaux de plaisance norvégiens. En 1958, il se rend en Méditerranée où malheureusement Nielsen périt dans un naufrage en tant qu'équipage sur un bateau de plaisance anglais. Lillerut a gardé le bateau devenu une légende en tant que skipper féminine sur ce bateau. Le fils Jeppe Jul Nielsen a repris le bateau et a également fait de nombreux longs voyages.

## Navire musée sur terre
En 1997, la société norvégienne de sauvetage a voulu créer un Musée avec un canot de sauvetage d'origine. "Stavanger" était dans un état très original avec des changements uniquement pour le moteur mis par Nielsen en 1946. Le bateau était en bon état et le moteur a été retiré et complètement rendu en tant que canot de sauvetage à voile.
Les plans du musée de la société de sauvetage se sont avérés difficiles à réaliser, tant du point de vue de l'emplacement que du financement. Entre-temps, de 2002 à 2009, le bateau a navigué par la compagnie de sauvetage lors d'une courte croisière d'été avec Johan Petersen comme skipper pour montrer un RS naviguant sans moteur. En 2009, un film a été réalisé lorsque le bateau a été transporté des Lofoten au Musée maritime norvégien de Bygdøy. À l'automne 2011, le bateau a été soulevé à terre à Bygdøy pour un séchage contrôlé en vue d'être mis dans le musée, mais en 2015, la société de sauvetage a abandonné ses plans et le canota été rendu à Jeppe Jul Nielsen à Risør.
En 2018, le bateau a été transféré à la Fondation Tollerodden à Larvik avec un projet de création d'un centre Colin Archer où Archer avait son chantier de construction. En 2019, le canot a été installé dans une tente pendant que le centre soit construit.

## Galerie

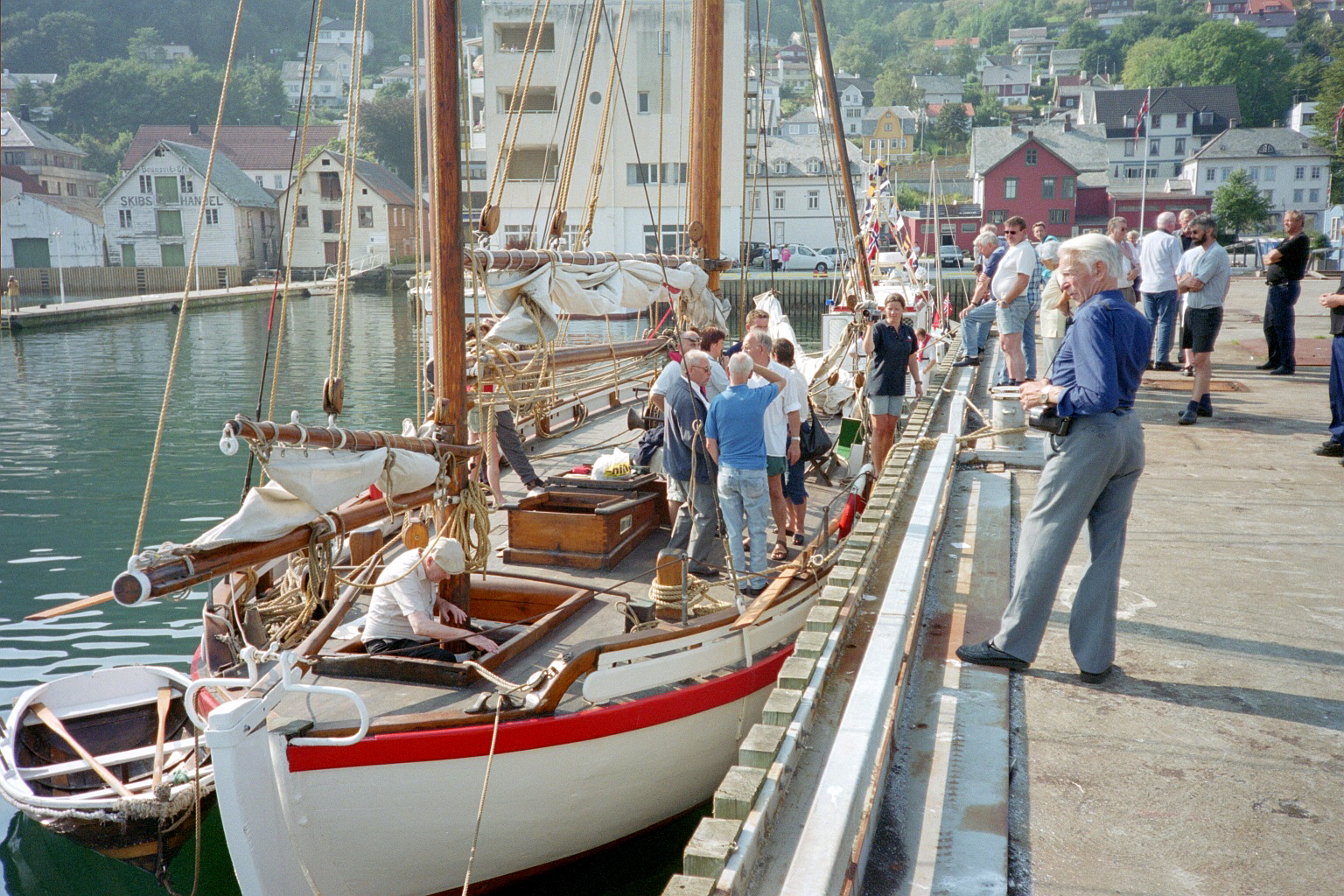
Stavanger en 2012
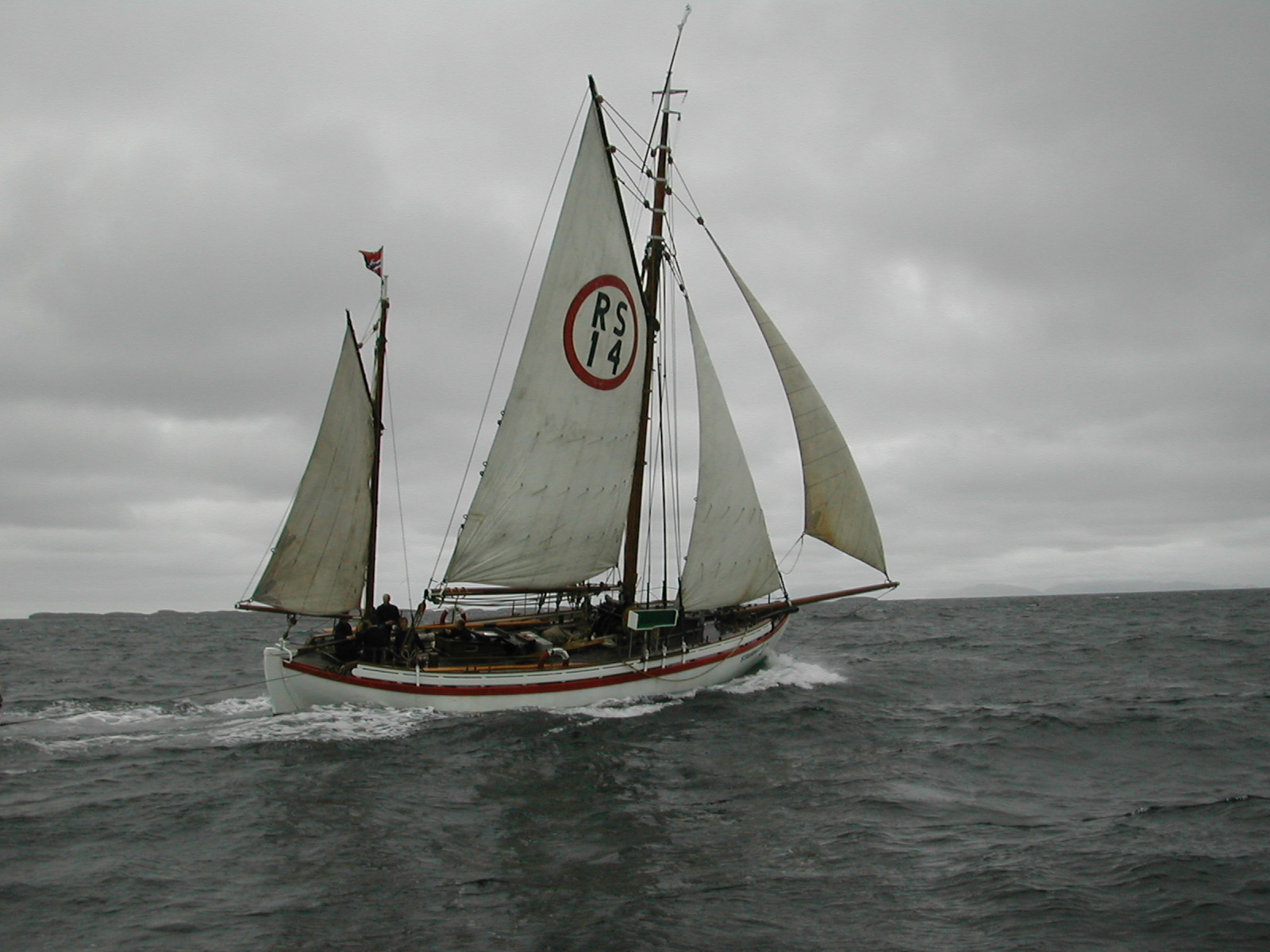
Sous voiles